# Wilhelm Eduard Weber
Wilhelm Eduard Weber, född 24 oktober 1804 i Wittenberg, död 23 juni 1891 i Göttingen, var en tysk fysiker. Han var son till Michael Weber och bror till Ernst Heinrich och Eduard Friedrich Weber.

## Biografi
Weber studerade i Halle an der Saale, blev filosofie doktor 1826 och privatdocent 1827 samt extra ordinarie professor i fysik 1828 där. År 1831 blev han ordinarie professor i fysik i  Göttingen, men avsattes 1837 jämte sex andra professorer, på grund av deras protest mot författningens upphävande (Göttingen Sieben). Han levde sedan som privatman i Göttingen, till dess han 1843 utnämndes till professor i Leipzig, varifrån han 1849 återvände till sin professur i Göttingen.  Weber blev ledamot av Kungliga Vetenskapsakademien 1855. Han tilldelades Copleymedaljen 1859 och Matteuccimedaljen 1879.
Åren 1827–35 arbetade Weber med elasticitet och akustik. I Göttingen blev han Carl Friedrich Gauss medarbetare i arbetet Resultate aus den Beobachtungen des magnetischen Vereins von 1836–1841 (1836–43). Det innehåller beskrivning på många av Weber uppfunna metoder och apparater (såsom jordinduktorn). År 1840 införde han de absoluta elektromagnetiska måtten, av vilka ett efter honom fick namnet weber. Till hjälp vid observationerna hade Gauss och Weber före någon annan infört elektriska telegrafsignaler (1833). 
År 1846 utgav han första delen av sina Elektrodynamische Massbestimmungen, i vilken han uppställde sin berömda grundlag (Webers elektriska grundlag) för elektrodynamiken. I detta arbetes andra del (1852) angav han metoder för att mäta elektriska motstånd, strömstyrka och elektromotorisk kraft i absoluta mått, vilka antogs av den elektriska kongressen i Paris 1881. I tredje delen (1852) utvecklade han sin teori om magnetism och diamagnetism, i fjärde delen (1857) jämförde han elektromagnetiska och mekaniska måttsystem. I femte delen (1864) behandlade han elektriska svängningar.